# 横浜公園
横浜公園（よこはまこうえん、Yokohama Park）は、神奈川県横浜市中区にある公園および町名。
旧横浜市役所（跡地ではBASEGATE横浜関内を開発）に隣接し、敷地内に横浜DeNAベイスターズが本拠地としている横浜スタジアムがある。面積は約63,800m²。
市内では山手公園の次に古い西洋式公園で、日本人にも開放されていたものとしては日本最古。

## 概要
横浜港が開港された時代、関内であったこの場所には当時港崎遊廓があった。しかし1866年11月26日（慶応2年10月20日）の大火「豚屋火事」によって焼失し、遊郭は関外となる現在の羽衣町方面へ移転した。12月29日（慶応2年11月23日）にいわゆる「慶応約書」が締結され、明治維新を挟んで、1872年7月（明治5年6月）に神奈川県令の陸奥宗光は遊廓跡を遊園地に充てることを決めた。
1874年（明治7年）に起工し、土木技師リチャード・ブラントン設計の下遊廓跡地に公園、公園から港に向かって新道路が建設され、1876年（明治9年）に竣工した。それぞれが現在の横浜公園と日本大通りとなった。なお、この折に馬車道や海岸通りも整備されている。当時の関内は日本大通りを境に北西側が日本人居住地、南東側が外国人居留地（山下居留地）となっていたが、この公園は外国人と日本人の共同使用が認められた公園であったことから、「彼我公園」（ひがこうえん）と呼ばれた。
1878年（明治11年）7月、居留地の「横浜弄鞠倶楽部」の需に応じ、公園中央に楕円形の外人運動場（クリケットグラウンド）が設けられた。この運動場は料金を徴収して倶楽部に貸与するものだった。
この運動場では1896年（明治29年）5月23日には日本で最初の野球の国際試合が旧制一高ベースボール部と外人クラブの間で行われた。
1901年（明治34年）12月7日には、後に慶應義塾大学ラグビー部となる同好会（バーベリアン・敷島クラブ合同チーム）と、横浜の外国人スポーツクラブYC&ACが、日本初のラグビーユニオンの試合かつ日本初のラグビー国際試合を行った。41-5でYC&ACが勝利したが、バックスの塩田賢次郎は、この国際試合で日本人初のトライを行った。
1899年（明治32年）の居留地制度廃止に伴って公園は横浜市へ返還され、運動場の貸与期限は1909年（明治42年）に満了した。翌1910年（明治43年）にかけて、宮内省技師の茂出木朝二郎の設計による改修が実施された。日本における野球人気は確固たるものとなっており、公園中央のクリケットグラウンドは姿を消し、公園南東隅に野球場が建設された。
1921年（大正10年）6月には横浜市内初の公立図書館として、園内の図書館建設事務所内に「横浜市立図書館仮閲覧所」を開設するも、1923年（大正12年）9月1日に関東大震災で全焼し、1926年（大正15年）3月20日に再建。1927年7月に野毛坂の旧老松小学校跡（現：横浜市中央図書館）に移転した。
関東大震災では、横浜公園は避難所となり、また焼失した諸官公庁の仮庁舎が置かれるなどした。横浜市震災復興計画に基づき、横浜公園の復興工事が1925年（大正14年）4月18日に起工し、1929年（昭和4年）3月28日に竣工した。この工事で公園南東隅に横浜公園運動場（名称は運動場だが形状は野球場）、公園北西隅に横浜公園音楽堂（野外音楽堂）がそれぞれ建設された。同年4月23日、昭和天皇による復興状況視察があり、公園内で奉迎式が行われた。
1936年（昭和11年）11月には公園内の横浜市から無償貸与された敷地に神奈川県立武道館（神奈川県学務部所管）が開館した。
太平洋戦争後はアメリカ合衆国により、公園内の「フライヤー体育館」（FAC3618、接収期間:1952年7月26日-1953年11月12日）および「横浜チヤペルセンター」（FAC3672、接収期間：1952年7月26日-1978年6月19日）が接収された。
横浜公園運動場（野球場）はGHQ接収期間中にルー・ゲーリック・メモリアル・スタジアムと改称され、接収解除後の1955年（昭和30年）に当時の平沼亮三横浜市長によって横浜公園平和野球場と改称された。以後、平和球場と通称され、プロ・アマ、大人・子供を問わない野球の親善交流試合が数多く行われた。
1953年（昭和28年）5月26日に条件つきで伊勢佐木町のアメリカ軍体育館フライヤージムの公園内移転が決まり、同年12月20日にフライヤージム落成式が挙行され、これを大改修して、1958年（昭和33年）12月23日に横浜公園体育館が敷地内に完成した。
1978年（昭和53年）、老朽化した平和球場や敷地内にあった神奈川県立武道館や横浜公園体育館などを取り壊して横浜スタジアムが建設され、また園内の老朽化した施設を更新して日本庭園や水場をあしらったモニュメント広場が整備された。公園内にあった神奈川県立武道館は岸根公園内（横浜市港北区）に移転した。横浜公園音楽堂も同時に取り壊されており、横浜スタジアムは野外音楽堂の代替施設も兼ねている。

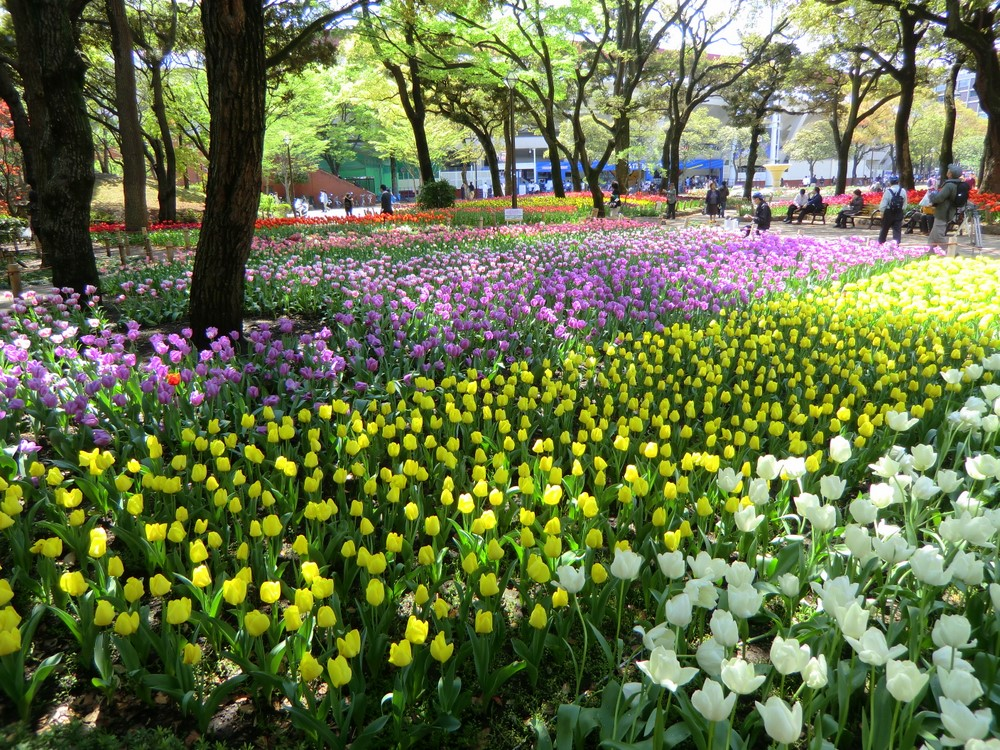
横浜公園のチューリップ

1997年（平成9年）、チューリップが横浜市中区の区花に指定されたのを期に、市民の手によって公園内にチューリップが植えられ、春先は「チューリップの咲く公園」としても有名になった。さらに2017年（平成29年）の第33回全国都市緑化よこはまフェア（愛称：ガーデンネックレス横浜2017）ではみなとガーデン会場の一つとして、「16万本のチューリップガーデン」が目玉となっている。
2007年（平成19年）2月6日、文化財登録原簿（登録記念物）に登録され、2009年（平成21年）2月6日には近代化産業遺産に認定された。

## 主な施設
- 横浜スタジアム
- 日本庭園「彼我庭園」（前述の第33回全国都市緑化よこはまフェアの開催に合わせて再整備）[21]
- 水の広場

## 交通
- JR根岸線関内駅徒歩5分

## その他

### 日本郵便
- 郵便番号：231-0022[4]（集配局：横浜港郵便局[22]）

### 警察
町内の警察の管轄区域は以下の通りである。
| 番地 | 警察署       | 交番     |
| ---- | ------------ | -------- |
| 全域 | 加賀町警察署 | 本町交番 |

### 事業所
2021年現在の経済センサス調査による事業所数と従業員数は以下の通りである。
| 町丁     | 事業所数 | 従業員数 |
| -------- | -------- | -------- |
| 横浜公園 | 13事業所 | 304人    |

#### 事業者数の変遷
経済センサスによる事業所数の推移。
| 年                 | 事業者数 |
| ------------------ | -------- |
| 2016年（平成28年） | 7        |
| 2021年（令和3年）  | 13       |

#### 従業員数の変遷
経済センサスによる従業員数の推移。
| 年                 | 従業員数 |
| ------------------ | -------- |
| 2016年（平成28年） | 287      |
| 2021年（令和3年）  | 304      |